# 長野聖救主教会
長野聖救主教会（ながのせいきゅうしゅきょうかい、英語: Church of the Holy Saviour, Nagano）は長野県長野市西長野町にあるキリスト教教会で、日本聖公会中部教区に所属する。この教会堂は国登録有形文化財である。

## 概要
長野聖救主教会は、カナダ人宣教師ジョン・ゲージ・ウォーラー司祭（Rev. John Gage Waller、1863-1945）が1890年に日本へ伝道に来て、1892年に長野県へ移動し、1898年に長野県で初めて建てた教会である。善光寺門前近くの国道406号に立つ赤レンガの目立つ建物で、長野市民に長らく親しまれている。
1998年6月には、聖堂聖別100年記念礼拝が行われて、ウォーラー司祭関係のカナダ人たちも参加して盛大に祝った。
ウォーラー司祭が建てた礼拝堂には、他に飯山復活教会、稲荷山町（現：千曲市稲荷山）の稲荷山諸聖徒教会（共に国登録有形文化財）、小布施町の新生礼拝堂、新潟県高田市（現：上越市高田）の聖降臨教会などがある。
牧師は（マリア）大和玲子司祭。日曜日は10:00 am聖餐式またはみ言葉の礼拝。

## 写真集

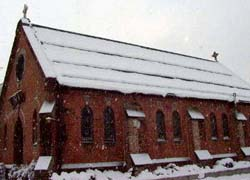
長野聖救主教会の外観（冬）
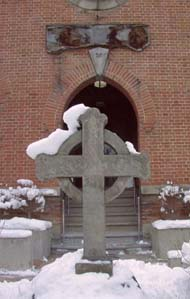
長野聖救主教会入口の十字架
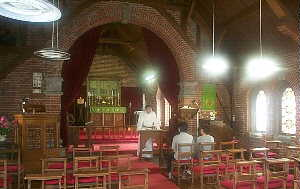
長野聖救主教会、聖堂内
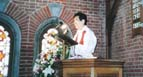
百年記念礼拝（1998年6月18日）：森紀旦中部教区主教の説教
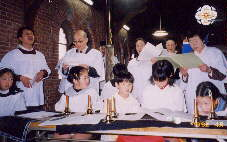
百年記念礼拝：聖歌隊
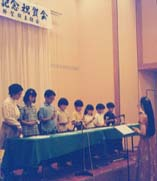
百年記念礼拝：日曜学校生徒のハンドベル演奏
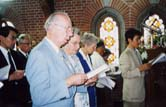
百年記念礼拝：カナダからも参加（ウォーラー司祭関係者）